# ماتیو بودرلیگ
ماتیو بودرلیگ (فرانسوی: Mathieu Bauderlique‎؛ زادهٔ ۳ ژوئیهٔ ۱۹۸۹) بوکسور اهل فرانسه است.